# 茨城郵便局
茨城郵便局（いばらきゆうびんきょく）は茨城県東茨城郡茨城町にある郵便局。民営化前の分類では集配普通郵便局であった。

## 概要
住所：〒311-3199 茨城県東茨城郡茨城町小堤1021-1

## 沿革
- 1873年（明治6年） - 長岡郵便取扱所として開設[1]。
- 1875年（明治8年）1月1日 - 長岡郵便局（五等）となる。
- 1885年（明治18年） - 貯金取扱を開始。
- 1899年（明治32年）11月1日 - 為替取扱を開始。
- 1963年（昭和38年）11月11日 - 特定郵便局から普通郵便局に局種別改定するとともに、茨城郵便局に改称[2]。同日、海老沢郵便局から集配事務[3]および和文電報配達事務を、川根郵便局および上野合郵便局から電報配達事務を移管[4]。小堤簡易郵便局の廃止に伴い、取扱事務を承継[5]。
- 1963年（昭和38年）11月30日 - 石崎郵便局[6]および海老沢郵便局から電話交換事務を移管。
- 1969年（昭和44年）5月23日 - 電話交換業務を水戸電報電話局に移管。
- 1982年（昭和57年）9月1日 - 和文電報配達業務を水戸電報電話局に移管。
- 2000年（平成12年）8月14日 - 外国通貨の両替および旅行小切手の売買に関する業務取扱を開始。
- 2007年（平成19年）10月1日 - 民営化に伴い、併設された郵便事業茨城支店に一部業務を移管。
- 2012年（平成24年）10月1日 - 日本郵便株式会社発足に伴い、郵便事業茨城支店を茨城郵便局に統合。

## 取扱内容
- 郵便、印紙、ゆうパック、内容証明
- 貯金、為替、振替、振込、国際送金、国債、投資信託
- 生命保険、バイク自賠責保険、自動車保険、がん保険、引受条件緩和型医療保険
- ゆうちょ銀行ATM
- 東茨城郡茨城町内の集配業務
- ゆうゆう窓口

## 周辺
- 茨城町役場
- 茨城町立図書館
- 国道6号
- 涸沼川

## アクセス
- 関東鉄道バス 茨城町役場前停留所
- 北関東自動車道 茨城町東ICから南西へ約5km、茨城町西ICから南東へ約6km
- 駐車場あり：10台